# Andrzej Kotański
Andrzej Zbigniew Kotański (ur. 1941, zm. 12 lipca 2018) – polski fizyk teoretyk, profesor.

## Życiorys
Studiował fizykę i matematykę na Uniwersytecie Jagiellońskim, kończąc tylko pierwszy z tych kierunków. Pracował w Instytucie Fizyki UJ, dochodząc do stanowiska profesora zwyczajnego. Kierował Zakładem Teoretycznej Fizyki Komputerowej (przemianowanym później na Zakład Dyskretnej Teorii Pola). Był autorem lub współautorem ponad 100 prac naukowych i należał do najczęściej cytowanych polskich fizyków. Odznaczony Krzyżem Kawalerskim Orderu Odrodzenia Polski. Pochowany 21 lipca 2018 na cmentarzu parafialnym w Bieżanowie.

## Zainteresowania naukowe
Jego pierwsze prace naukowe, z lat 60. XX wieku, dotyczyły własności analitycznych amplitud rozpraszania z uwzględnieniem symetrii izospinowej. Pracował wraz z grupą profesora Andrzeja Białasa nad modelem kwarków, zaproponowanym przez Murraya Gella-Manna i George’a Zweiga. Badał również produkcję dyfrakcyjną i produkcję wielorodną cząstek w zderzeniach przy wysokich energiach. W 1968 przebywał na rocznym stażu w ośrodku CERN w Genewie, gdzie  badał struktury osobliwości amplitud rozpraszania w rozkładzie na fale parcjalne. W kolejnych latach pracy naukowej zajmował się fizyką teoretyczną i informatyką. Pracował przy zdalnej kontroli eksperymentu ZEUS działającym przy zderzaczu HERA w Hamburgu.